# Jarrod Bannister
Jarrod Bannister (Townsville, 3 ottobre 1984 – Eindhoven, 8 febbraio 2018) è stato un giavellottista australiano.

## Biografia
Nato nel Queensland, Bannister ha iniziato a gareggiare nel lancio del giavellotto durante gli anni scolastici a partire dal 2000, anno in cui ha vinto il titolo continentale under 18. Nel 2006 ha debuttato internazionalmente tra i seniores prendendo parte ai Giochi del Commonwealth di Melbourne. Nel corso della sua carriera ha preso parte a due edizioni dei Mondiali e partecipato con il team australiano ai Giochi olimpici di Pechino 2008 e di Londra 2012. Nel 2010 ha vinto la medaglia d'oro ai Giochi del Commonwealth in India, unica medaglia della sua carriera seniores.
A livello nazionale ha vinto cinque volte il titolo nazionale tra il 2006 e il 2012 e stabilito il record oceaniano nel giavellotto a Brisbane nel 2008.
Nel 2013, Bannister ha ricevuto una squalifica per 20 mesi non essendosi sottoposto ai test anti-doping nel corso dei precedenti 18 mesi. Tornato nella stagione sportiva nel 2015, non ha gareggiato che per due anni. Nel febbraio 2018 è stato trovato morto nella sua casa ad Eindhoven, dove viveva e si allenava, in circostanze non sospette.

## Record nazionali
Seniores
- Lancio del giavellotto: 89,02 m ( Brisbane, 29 febbraio 2008)

## Palmarès
| Anno | Manifestazione           | Sede        | Evento                 | Risultato | Prestazione | Note                                     |
| ---- | ------------------------ | ----------- | ---------------------- | --------- | ----------- | ---------------------------------------- |
| 2000 | Campionati oceaniani U18 | Adelaide    | Lancio del giavellotto | Oro       | 66,15 m     |                                          |
| 2002 | Mondiali U20             | Kingston    | Lancio del giavellotto | 4º        | 73,31 m     |                                          |
| 2006 | Giochi del Commonwealth  | Melbourne   | Lancio del giavellotto | 6º        | 78,06 m     |                                          |
| 2007 | Mondiali                 | Osaka       | Lancio del giavellotto | 22º (q)   | 77,57 m     |                                          |
| 2008 | Giochi olimpici          | Pechino     | Lancio del giavellotto | 6º        | 83,45 m     |                                          |
| 2010 | Giochi del Commonwealth  | Nuova Delhi | Lancio del giavellotto | Oro       | 81,71 m     |                                          |
| 2011 | Mondiali                 | Taegu       | Lancio del giavellotto | 7º        | 82,25 m     | Miglior prestazione personale stagionale |
| 2012 | Giochi olimpici          | Londra      | Lancio del giavellotto | 27º (q)   | 77,38 m     |                                          |

## Altre competizioni internazionali
2010
- 4º in Coppa continentale ( Spalato), lancio del giavellotto - 79,99 m